# Buddleja misionum
Buddleja misionum är en flenörtsväxtart som beskrevs av Kränzl.. Buddleja misionum ingår i släktet buddlejor, och familjen flenörtsväxter. Inga underarter finns listade i Catalogue of Life.